# Џексон (Мисисипи)
Џексон (енгл. Jackson) град је у САД у савезној држави Мисисипи и њен главни град. По подацима из 2008. године у граду је живело 173.861 становник.

## Географија
Џексон се налази на надморској висини од 85 m.

## Демографија
По попису из 2010. године број становника је 173.514, што је 10.742 (-5,8%) становника мање него 2000. године.
|                   | 2020.            | 2010.            | 2000.            |
| Укупно            | 153 701 (100,0%) | 173 514 (100,0%) | 184 256 (100,0%) |
| Афроамериканци    | 120 727 (78,55%) | 137 716 (79,37%) | 130 151 (70,64%) |
| Белци             | 25 424 (16,54%)  | 31 194 (17,98%)  | 50 679 (27,50%)  |
| Остали            | 3 580 (2,329%)   | 1 205 (0,694%)   | 919 (0,499%)     |
| Хиспаноамериканци | 3 219 (2,094%)   | 2 723 (1,569%)   | 1 451 (0,787%)   |
| Азијати           | 751 (0,489%)     | 676 (0,390%)     | 1 056 (0,573%)   |